# زکابار
زوکابار (یا زوچابار) شهری باستانی در استان رومی مورتانیا سزارینسیس بود و در ملیانای امروزی الجزایر واقع شده است.

## تریویا
در فیلم گلادیاتور ریدلی اسکات، «زکابار» به عنوان نام یک استان در شمال آفریقا یاد شد.

## تاریخ
زکابار به عنوان یک مستعمره رومی (کلنیا لولیا آگوستا زکابار) تحت فرمان امپراتور آگوستوس تشکیل شد.
در واقع، ملیانا واقعی مربوط به شهر پونیکی است که در زمان رومیان به عنوان "زکابار" (یا حتی "سکابار") شناخته می‌شد. در زمان آگوستوس، به آن رتبه مستعمره داده شد و بنابراین به عنوان کلنیا لولیا آگوستا زکابار شناخته شد. نامی که بطلمیوس جغرافیدان به کار برده بود، ουχάββαρι (زکاباری) بود. پلینی بزرگ آن را «مستعمره آگوستا، که سوکابار نیز نامید»، و آمیانوس مارسلینوس آن را سوگابارری یا (به شکل صفت) سوگاباریتانوم می‌نامید.
زوکابار در قرن چهارم تبدیل به یک مقر اسقفی مسیحی شد. نام دو تن از اسقف کاتولیک و یک دوناتیست در آن ثبت شده است:
- ماکسیمیانوس که در کنفرانس کارتاژ (۴۱۱) شرکت کرد.
  - ژرمنوس، اسقف دوناتیست که در همان کنفرانس شرکت کرد.
- استفانوس، یکی از اسقف‌های کاتولیک که هانریک او را در فوریه ۴۸۴ به جلسه ای در کارتاژ فراخواند و سپس تبعید کرد.

اسقف اعظم در فهرست کلیسای کاتولیک قرار دارد. در اواخر دوران باستان، این مقر اسقفی بود که از سال ۱۹۶۷ به عنوان رئیس کلیسای کاتولیک روم «دوباره متولد شد».
میلیانا در قرن دهم توسط بولوگین بن زیری در محل شهر روم باستان زکابار (یا "سوچابر") (یا "سوچابار") (دوباره) تأسیس شد.

## کتابشناسی - فهرست کتب
- Lawless, R. Mauretania Caesartiensis: بررسی باستان‌شناسی و جغرافیایی. دانشگاه دورهام دورهام، 1969 زکابار
- لپلی، کلود. Rome et l'integration de l'Empire, 44 av. J. -C. – 260 ap. , T. 2، «Approches Régionales du Haut-Empire romain ", Nouvelles Clio، ۱۹۹۸
- پریوست، ویرجینی. Les dernières communautés chrétiennes autochthones d'Afrique du Nord». آرماند کالین ویرایش. (پ. ۴۶۱–۴۸۳)
- اسمیت رید، جیمز. شهرداری‌های امپراتوری روم انتشارات دانشگاه میشیگان. شیکاگو، ۱۹۱۳